# NGC 4988
NGC 4988 is een spiraalvormig sterrenstelsel in het sterrenbeeld Centaur. Het hemelobject werd op 3 juni 1834 ontdekt door de Britse astronoom John Herschel.

## Synoniemen
- ESO 269-55
- MCG -7-27-37
- DCL 516
- IRAS13070-4250
- PGC 45671